# Bab al-Taqa
Bab Eltaqa (tiếng Ả Rập: باب الطاقة) là một ngôi làng Syria nằm ở phó huyện Qalaat al-Madiq thuộc huyện Al-Suqaylabiyah, Hama. Theo Cục Thống kê Trung ương Syria (CBS), Bab Eltaqa có dân số 1000 người trong cuộc điều tra dân số năm 2004.